# Becquerel (Marskrater)
Becquerel ist ein etwa 165 km großer Kater auf dem Planeten Mars.

## Areagraphie

### Lage
Das Zentrum des Kraters liegt bei 21,9° Nord und 8° West in der Region Arabia Terra im Oxia Palus Gradfeld. Südwestlich von Becquerel liegt der Krater Rutherford, nordöstlich der Krater Curie.

### Oberflächenstruktur
Im Jahr 2001 entdeckte man am Kraterboden vielschichtige Sedimentgesteine. Die Dicke der einzelnen Schichten schwankt zwischen vier und 36 Metern. Diese können nur durch Sedimentation entstanden sein und ihre regelmäßige Abfolge lässt vermuten, dass diese Sedimentation am Boden eines stehenden Gewässers stattfand, das zwischendurch immer wieder trockenfiel. An einigen Stellen lassen sich die Schichten zu Zehnergruppen zusammenfassen, die mit zyklischen Veränderungen des Marsklimas in Verbindung gebracht werden. Auf Fotos fallen die verschiedenen Farben des Bodens auf. Bei den dunklen Streifen handelt es sich wahrscheinlich um vulkanischen Staub, der über die Landschaft geweht wird und im Windschatten der Kraterränder zu Boden sinken kann. Die hellen Stellen sind vermutlich freigelegtes, sulfatreiches Sedimentgestein. Der Mars Rover Opportunity untersuchte solche Schichten mit mehreren Instrumenten aus nächster Nähe. Mineralien wie Sulfate und Tone wie sie auf dem Mars gefunden wurden, werden normalerweise in Gegenwart von Wasser gebildet. Becquerel wurde zunächst von Mars Global Surveyor fotografiert, später mit der HiRISE Kamera vom Mars Reconnaissance Orbiter.

## Namensherkunft
Der Krater wurde 1973 benannt nach dem französischen Physiker und Entdecker der Radioaktivität sowie Nobelpreisträger Antoine Henri Becquerel (1852 – 1908).

## Bilder

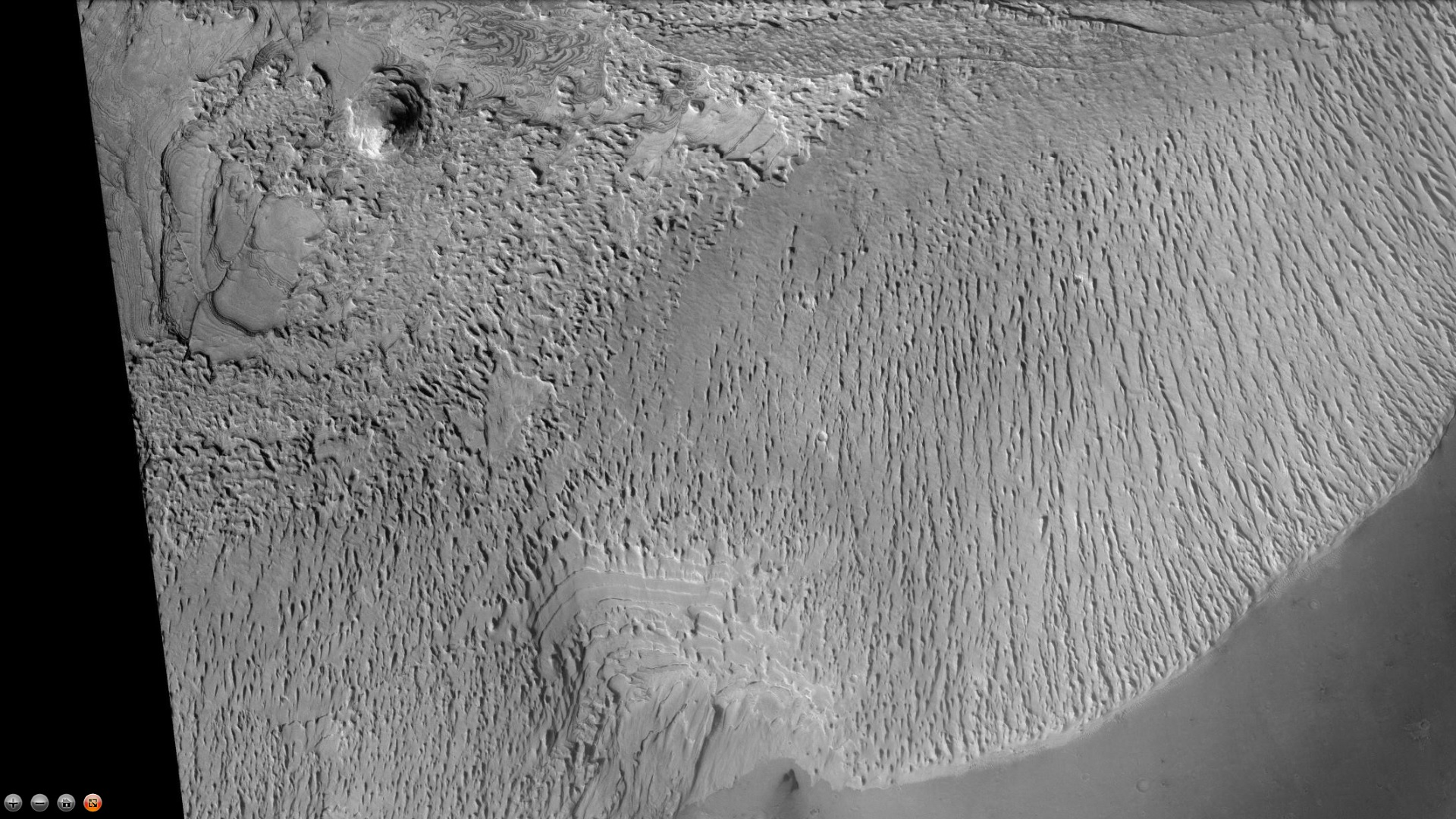
Schichten im Becquerel-Kraterhügel, aufgenommen von der CTX-Kamera des Mars Reconnaissance Orbiter.
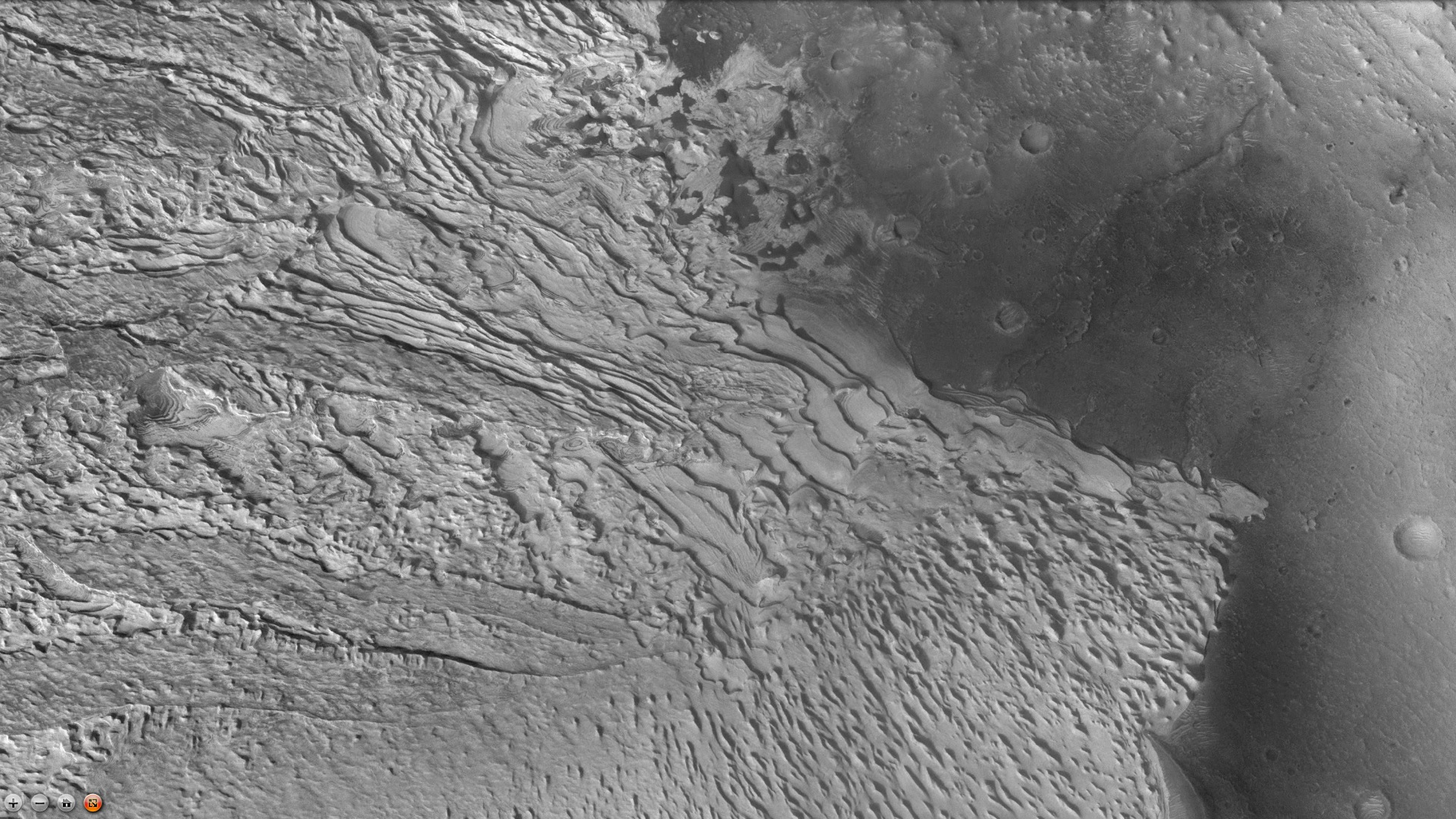
Schichten im südlichen Teil des Becquerel-Kraterhügels, aufgenommen von der CTX-Kamera des Mars Reconnaissance Orbiter.
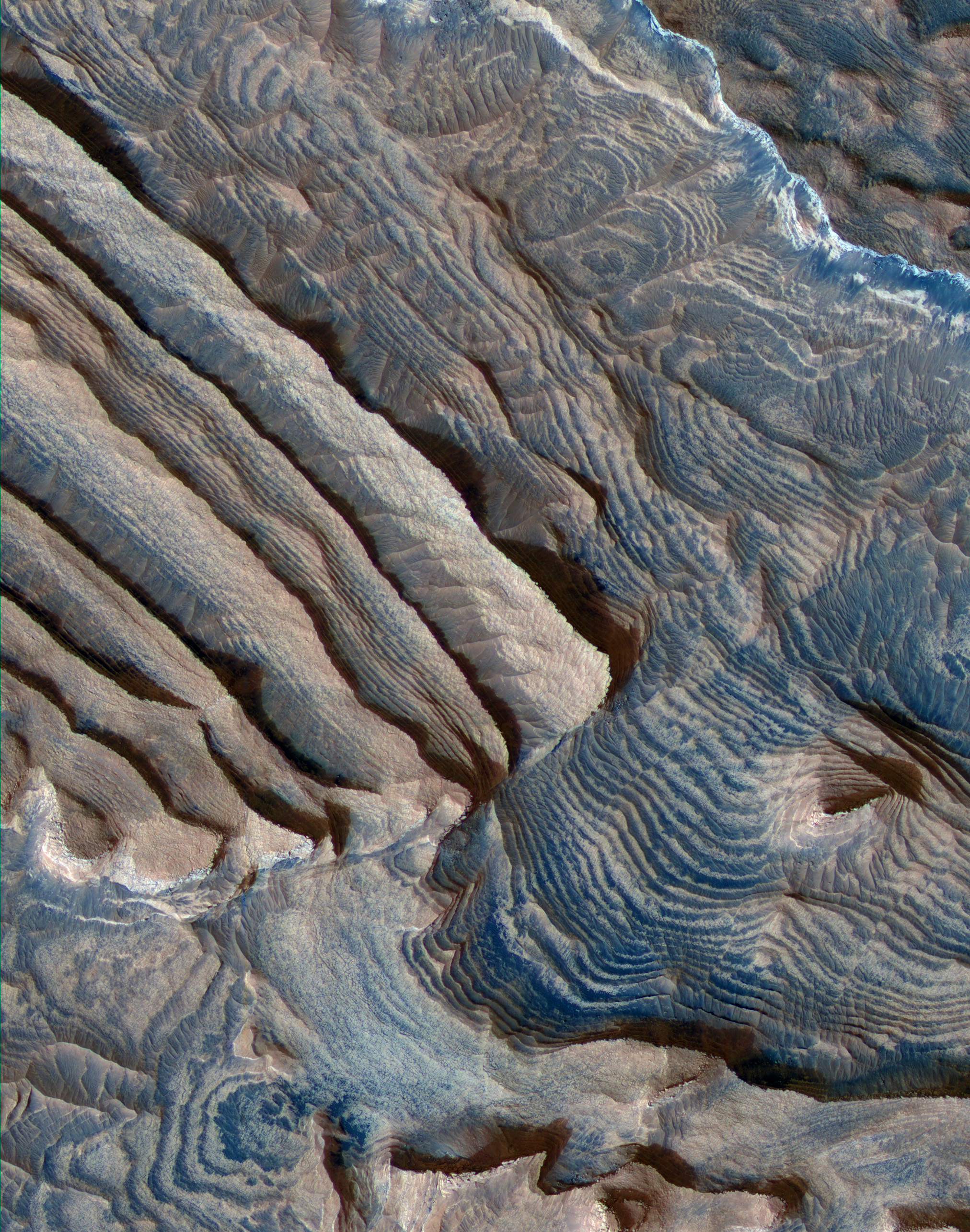
Nahaufnahme der periodischen Schichtung im Becquerel Krater.
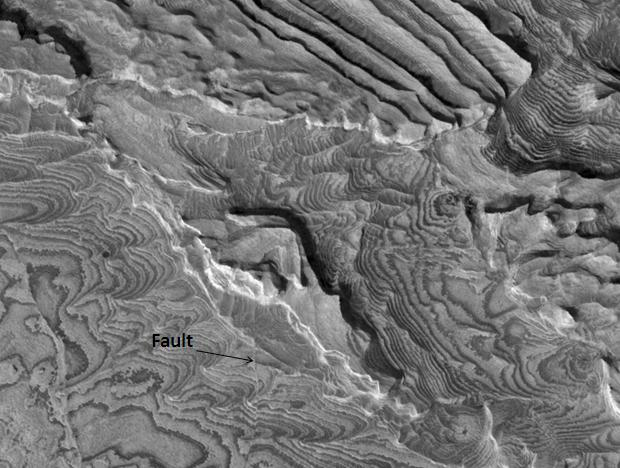
Kraterschichten mit einer Verwerfung, aufgenommen von HiRISE.
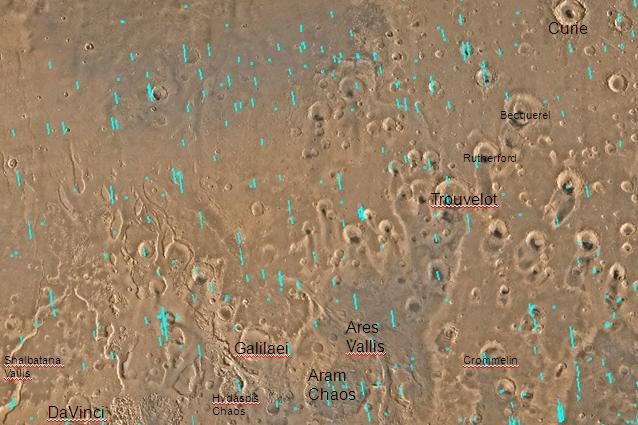
Viereckkarte von Oxia Palus, beschriftet mit den Hauptmerkmalen. Becquerel befindet sich in der oberen Bildhälfte auf der rechten Seite.